# 小行星225
小行星225（225 Henrietta）是主小行星帶上非常大的小行星，是第225顆被人類發現的小行星，位于火星和木星之間的小行星帶。
它是由奧地利天文學家約翰·帕利扎於1882年4月19日發現，將其命名為Henrietta，命名來源是天文學家皮埃尔·让森的妻子。

## 外部連結
- The Asteroid Orbital Elements Database
- Minor Planet Discovery Circumstances
- Asteroid Lightcurve Data File
- NASA JPL小天體瀏覽器上的小行星225

| 前一小行星： 小行星224 | 小行星列表 | 後一小行星： 小行星226 |